# Сан Ђовани (Месина)
Сан Ђовани је насеље у Италији у округу Месина, региону Сицилија.
Према процени из 2011. у насељу је живело 87 становника. Насеље се налази на надморској висини од 310 м.